# 2013 VZ70
2013 VZ70 est une planète mineure classée centaure par le Centre des planètes mineures lors de sa découverte. L'objet est potentiellement en orbite en fer à cheval avec Saturne, le premier jamais découvert.
Le site de Johnson estime son diamètre à 10 km pour un albédo de 0,057.